# 29706 Simonetta
29706 Simonetta è un asteroide della fascia principale. Scoperto nel 1998, presenta un'orbita caratterizzata da un semiasse maggiore pari a 2,3600174 UA e da un'eccentricità di 0,2355457, inclinata di 3,98685° rispetto all'eclittica.